# Thancule Dezart
Thancule Dezart (ur. 15 kwietnia 1947) – haitański lekkoatleta, olimpijczyk.
Uczestnik Letnich Igrzysk Olimpijskich 1976 w Montrealu. Wziął udział wyłącznie w biegu maratońskim, którego nie ukończył. 
Rekord życiowy w maratonie – 3:04,27 (1976).